# تبرتون
تبرتون (به انگلیسی: Theberton) یک روستا و محله مدنی در بریتانیا است که در Suffolk Coastal واقع شده‌است. تبرتون ۲۷۹ نفر جمعیت دارد.